# (200198) 1999 RE216
(200198) 1999 RE216 es un asteroide perteneciente al cinturón de asteroides, descubierto el 2 de septiembre de 1999 por Brett Gladman desde el Observatorio Nacional de Kitt Peak, Arizona, Estados Unidos.

## Designación y nombre
Designado provisionalmente como 1999 RE216.

## Características orbitales
1999 RE216 está situado a una distancia media del Sol de 2,715 ua, pudiendo alejarse hasta 3,116 ua y acercarse hasta 2,314 ua. Su excentricidad es 0,147 y la inclinación orbital 4,307 grados. Emplea 1634,40 días en completar una órbita alrededor del Sol.

## Características físicas
La magnitud absoluta de 1999 RE216 es 17,1.